# 九点圆定理

九點圓

九点圆定理指出：在平面中，對所有三角形，其三邊的中點、三高的垂足、頂點到垂心的三條線段的中點，必然共圆，这个圆被称为九點圓，又称歐拉圓、費爾巴哈圓。
九點圓具有以下性質：
- 九點圓的半徑是外接圓的一半。
- 圓心在歐拉線上，且在垂心到外心的線段的中點。
- 九點圓和三角形的內切圓和旁切圓相切（費爾巴哈定理）。
- 圓周上四點任取三點做三角形，四個三角形的九點圓圓心共圓（柯立芝-大上定理）[來源請求]。

## 歷史
1765年，萊昂哈德·歐拉證明：「垂心三角形和垂足三角形有共同的外接圓（六點圓）。」許多人誤以為九點圓是由歐拉發現所以又稱乎此圓為歐拉圓。而第一個證明九點圓的人是彭賽列（1821年）。1822年，卡尔·威廉·費爾巴哈也發現了九點圓，並得出「九點圓和三角形的內切圓和旁切圓相切」，因此德國人稱此圓為費爾巴哈圓，並稱這四個切點為費爾巴哈點。柯立芝與大上茂喬（Shigetaka Ooue）分別於1910年與1916年發表「圓周上四點任取三點做三角形，四個三角形的九點圓圓心共圓。」這個圓還被稱為四邊形的九點圓，此結果還可推廣到n邊形。

## 九點圓证明
如圖：{\displaystyle D}、{\displaystyle E}、{\displaystyle F}為三邊的中點，{\displaystyle G}、{\displaystyle H}、{\displaystyle I}為垂足，{\displaystyle J}、{\displaystyle K}、{\displaystyle L}為和頂點到垂心的三條線段的中點。
- 容易得出{\displaystyle \triangle ABS\sim \triangle AFJ}、{\displaystyle \triangle CBS\sim \triangle CDL}（{\displaystyle SAS}相似）

- 因此{\displaystyle {\overline {FJ}}//{\overline {BH}}//{\overline {DL}}}

- 同樣可得出{\displaystyle \triangle ABC\sim \triangle FBD}、{\displaystyle \triangle ASC\sim \triangle JSL}（{\displaystyle SAS}相似）

- 因此{\displaystyle {\overline {FD}}//{\overline {AC}}//{\overline {JL}}}

- 又{\displaystyle {\overline {BH}}\perp {\overline {AC}}}，可得出四邊形{\displaystyle DFJL}是矩形（四點共圓）

- 同理可證{\displaystyle FKLE}也是矩形（{\displaystyle DKFJEL}共圓）

- {\displaystyle \angle JLD=\angle JGD=90^{\circ }}，因此可知{\displaystyle G}也在圓上（圓周角相等）

- 同理可證{\displaystyle H}、{\displaystyle I}兩點也在圓上（九點共圓）

## 性質證明
九點圓的半徑是外接圓的一半，且九點圓平分垂心與外接圓上的任一點的連線。
- 在直角坐標系中，已知圓的方程為{\displaystyle (x-x_{0})^{2}+(y-y_{0})^{2}=r^{2}}，其中{\displaystyle r}為圓的半徑，{\displaystyle (x_{0},y_{0})}為圓的圓心坐標。若做圓上三點與點{\displaystyle (x_{S},y_{S})}的中點的軌跡，則此軌跡的方程式為：

{\displaystyle \left(x-{\frac {x_{0}+x_{S}}{2}}\right)^{2}+\left(y-{\frac {y_{0}+y_{S}}{2}}\right)^{2}=\left({\frac {r}{2}}\right)^{2}}
- 設{\displaystyle r}為外接圓的半徑、{\displaystyle (x_{0},y_{0})}為外接圓的圓心坐標、點{\displaystyle (x_{S},y_{S})}為垂心坐標。
- 已知九點圓通過頂點到垂心的三條線段的中點，故此軌跡圓就是九點圓，半徑是外接圓的一半，且平分垂心與外接圓上的任一點的連線。
- 同時還可以得出下面的性質：

- 圓心在歐拉線上，且在垂心到外心的線段的中點。由此可知，給定三角形頂點座標，九點圓圓心為

{\displaystyle \left({\frac {\begin{vmatrix}x_{1}^{2}+y_{1}^{2}-2\left(x_{2}x_{3}+y_{2}y_{3}\right)&y_{1}&1\\x_{2}^{2}+y_{2}^{2}-2\left(x_{3}x_{1}+y_{3}y_{1}\right)&y_{2}&1\\x_{3}^{2}+y_{3}^{2}-2\left(x_{1}x_{2}+y_{1}y_{2}\right)&y_{3}&1\\\end{vmatrix}}{4{\begin{vmatrix}x_{1}&y_{1}&1\\x_{2}&y_{2}&1\\x_{3}&y_{3}&1\end{vmatrix}}}},{\frac {\begin{vmatrix}x_{1}&x_{1}^{2}+y_{1}^{2}-2\left(x_{2}x_{3}+y_{2}y_{3}\right)&1\\x_{2}&x_{2}^{2}+y_{2}^{2}-2\left(x_{3}x_{1}+y_{3}y_{1}\right)&1\\x_{3}&x_{3}^{2}+y_{3}^{2}-2\left(x_{1}x_{2}+y_{1}y_{2}\right)&1\\\end{vmatrix}}{4{\begin{vmatrix}x_{1}&y_{1}&1\\x_{2}&y_{2}&1\\x_{3}&y_{3}&1\end{vmatrix}}}}\right)}
- 九點圓和三角形的內切圓和旁切圓相切（費爾巴哈定理）。

- 圓周上四點任取三點做三角形，四個三角形的九點圓圓心共圓。

## 其他
- 垂心四面体的12点共球九点圆是垂心四面体各棱的中点和垂足（相对于对棱）共球的特例，两者是同构的
- 主旁心三角形的九點圓是三角形的外接圓
- 中點三角形的外接圓是三角形的九點圓
- 三線坐標中，九點圓的座標為{\displaystyle \cos(B-C)\,:\,\cos(C-A)\,:\,\cos(A-B)}
- 三線坐標中，費爾巴哈點的座標為{\displaystyle 1-\cos(B-C)\,:\,1-\cos(C-A)\,:\,1-\cos(A-B)}